# نابجایی جزئی
نابجایی جزئی یا نابجایی ناقص (به انگلیسی: Partial Dislocation) نوعی نابجایی است که بردار برگرز کسری دارد. یعنی اندازهٔ بردار برگرز آن منطبق بر پارامترهای شبکه بلوری نیست. خط این ناجایی مرزهای یک عیب چیدمان را مشخص می‌کند.